# Вегафобія
Вегафо́бія (від англ. vegan — «веган», дав.-гр. φόβος — «страх, боязливість») — збірна характеристика для різних форм негативного або упередженого ставлення до веганства та вегетаріанства Це слово вперше з'явилося в англійській мові у 2010-х роках в контексті стрімкого підйому веганського руху. Кілька досліджень виявили поширеність вегафобних настроїв. Також має місце і позитивне ставлення до веганів та вегетаріанців. Через їхні погляди, їх можуть сприймати як більш доброчесних і більш принципових.